# 라스무스 팔루단
라스무스 팔루단(Rasmus Paludan, 1982년 1월 2일 ~ )은 덴마크와 스웨덴의 정치인이자 변호사다. 극우민족주의 덴마크 정당인 스트람 쿠르스의 창당자이자 당대표다. 라스무스 팔루단은 이슬람을 금지해야 하고 비서양 배경의 이민자를 덴마크에서 추방해야 한다는 등 극단주의적 견해로 유명해졌다.